# Зелёный Гай (Гнилицкий сельсовет)
Зелёный Гай (укр. Зелений Гай) — село, Гнилицкий сельский совет,
Великобурлукский район, Харьковская область, Украина.
Код КОАТУУ — 6321481003. Население по переписи 2001 г. составляет 73 (32/41 м/ж) человека.

## Географическое положение
Село Зелёный Гай находится на левом берегу реки Гнилица, выше по течению примыкает село Гнилица, ниже по течению в 2-х км расположено село Аркушино.
Рядом с селом находится балка Вороной Яр.

## История
- 1750 — дата основания.

## Экономика
- В селе есть молочно-товарная и птице-товарная фермы.